# من غير كلام
من غير كلام برنامجٌ تلفزيوني كان يقدمه حسن مصطفى على التلفزيون المصري من إنتاج سنة 1991 ليعرض بشهر رمضان من تلك السنة، وانتهى إنتاج آخر موسم منه سنة 1995. وهو من إنتاج الشركة العربية للإنتاج الإعلامي بالرياض. بعد أن أنهى حسن مصطفى عقده مع التلفزيون المصري، بدأ سمير صبري بتقديم برنامج مشابه له هو بدون كلام (1995-1998).
أعيد عرض البرنامج في عددٍ من الدول العربية، فعرض على شاشة تلفزيون العراق، والتلفزيون الأردني (القناة الأولى)، والتلفزيون السوري (القناة الأولى) وغيرها.
تقوم فكرة البرنامج على التمثيلية التحزيرية، فيتكون من فريقين أحدهما من الفنانين والآخر من الفنانات وخلف المذيع وضعت لوحتان يدويتان تتغير عليها نتيجة كل فريق تباعا، يختار المقدم سؤالاً ليقوم عضو من أي الفريقين تمثيله تعبيرياً بلا كلام لبقية أعضاء الفريق الذي ينبغي عليهم معرفة الإجابة. يكون السؤال اسم مسرحية أو فيلم أو شخصية مشهورة في أي مجال من مجالات الفن والمعرفة أو اختيار مثل شعبي يقوم الفنان بتمثيله.
من الفنانين الذين شاركوا في البرنامج يونس شلبى، حسين الشربيني، أبوبكر عزت، ومحمود القلعاوي، وفريد شوقى، ومن الفنانات إسعاد يونس، ميمى جمال، ليلى علوى، سهير البابلي وسهير زكي، هشام عباس، حميد الشاعري، وائل نور، محمود الجندي، أحمد راتب، المنتصر بالله، أنوشكا، سيمون، منال سلامة، حنان سليمان، ورجاء حسين